# 吉亞馬里奥·皮斯奇特拉
吉亞馬里奥·皮斯奇特拉（義大利語：Giammario Piscitella；1993年3月24日—）是一位意大利足球運動員，在場上的位置是側鋒。他現在效力於意大利足球丙二級聯賽球隊皮斯托瑟足球俱樂部。他也代表意大利國青隊參賽。